# Forsteronia myriantha
Forsteronia myriantha là một loài thực vật có hoa trong họ La bố ma. Loài này được Donn.Sm. mô tả khoa học đầu tiên năm 1899.